# Campionati del mondo di corsa campestre 2026
Il XLVI Campionato mondiale di corsa campestre si terranno nel 2026 a Tallahassee, negli Stati Uniti. Sarà la più importante manifestazione mondiale di corsa campestre nel 2026 per la categoria Senior e under 20
Questa edizione si terrà per la terza volta negli Stati Uniti d'America, dopo Boston 1992 e New York 1984

## Calendario
| Data       | Orario (EST) | Gara            |
| ---------- | ------------ | --------------- |
| 10 gennaio | 15:45        | Staffetta mista |
| 10 gennaio | 16:20        | Gara donne U20  |
| 10 gennaio | 16:55        | Gara uomini U20 |
| 10 gennaio | 17:35        | Gara donne      |
| 10 gennaio | 18:20        | Gara uomini     |

## Medagliati
| Specialità                | Oro | Prestazione | Argento | Prestazione | Bronzo | Prestazione |
| Individuale               |     |             |         |             |        |             |
| Gara maschile (10 km)     |     |             |         |             |        |             |
| Gara femminile (10 km)    |     |             |         |             |        |             |
| Gara maschile U20 (8 km)  |     |             |         |             |        |             |
| Gara femminile U20 (6 km) |     |             |         |             |        |             |
| Staffetta                 |     |             |         |             |        |             |
| Staffetta mista (8 km)    |     |             |         |             |        |             |